# Захарьин, Тимофей Тимофеевич
Тимофей Тимофеевич Захарьин (1752 — после 1794) — русский переводчик конца XVIII века.

## Биография
Из дворян. Окончил Московскую университетскую гимназию, в которую поступил в 1762 году.
С 1767 года учился в Московском университете. Служил в Петербурге, где были изданы все его переводы.
В 1783—1794 годах служил в Корпусе чужестранных единоверцев (последний раз упоминается в «Адрес-календаре» под 1794 годом, когда он получил чин майора).
Переводил с немецкого и французского языков.

## Переводы
- Саси К. Друзья соперники. — СПб., 1779.
- Рише А. Театр света, на котором добродетели и пороки, взятые для примера из древних и новых историков, между собою взаимно противополагаются, выбранные г. Ришаром… — СПб., 1782.
- Англези]] Советы военного человека сыну своему, писанные г. бароном А**** пехотным полковником. — СПб., 1787.
- Рекке Ш. Описания пребывания в Митаве известного Калиостра на 1779 год, и произведенных им тамо магических действий. — СПб., 1787.